# Papa Daouda Sene
Papa Daoda Sene (18 novembre 1976) è un ex calciatore senegalese, di ruolo centrocampista.

## Carriera

### Club
Ha giocato nel campionato tunisino e senegalese.

### Nazionale
Con la maglia della Nazionale ha partecipato alla Coppa d'Africa nel 2000.